# Grijskophavik
De grijskophavik (Lophospiza griseiceps) is een roofvogel uit de familie van de havikachtigen (Accipitridae).

## Verspreiding en leefgebied
Het is een endemische soort op het Indonesische eiland Sulawesi, waar de vogel leeft in tropische en subtropische bossen.
Grijskophavik (L. griseiceps) · Kuifhavik (L. trivirgata)